# Albena Naydenova

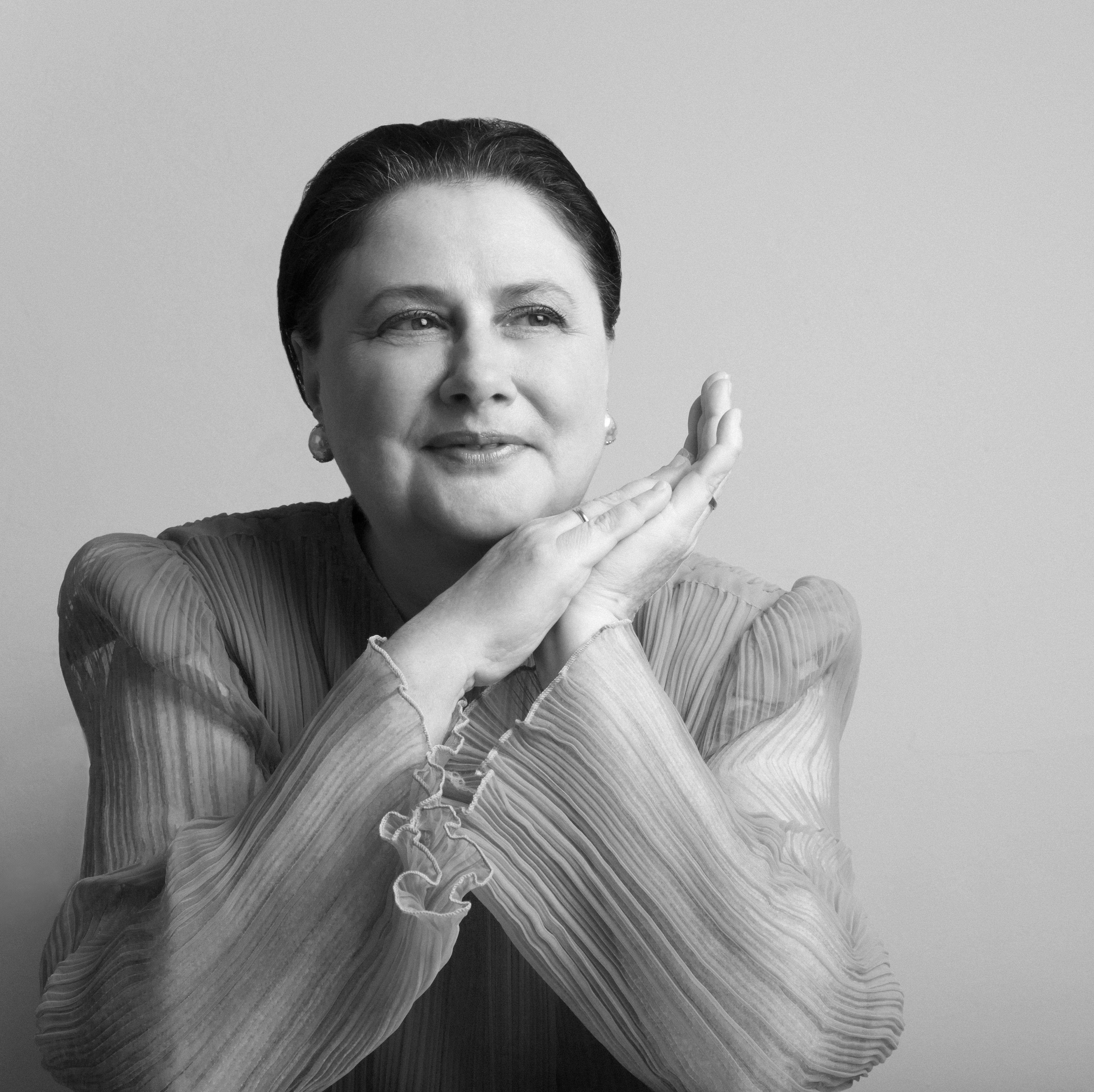
Albena Naydenova

Albena Naydenova-Pantchev (bulgarisch Албена Найденова-Панчев; * 1953 in Russe, Bulgarien) ist eine bulgarisch-österreichische Musikwissenschaftlerin und Sängerin (Sopran) mit Forschungs- und Interpretationsschwehrpunkt zeitgenössische Musik.

## Werdegang
Naydenova studierte von 1973 bis 1978 Musikgeschichte an der Sofioter Musikakademie. Nach ihren Studienabschluss arbeitete sie als Leiterin der Abteilung «Jones Musical» in der Union of Bulgarian Musicians and Dancers (UBMD) in Sofia, danach unterrichtete sie Musikgeschichte am Musikgymnasium «Lubomir Pipkov» und Musikästhetik an der Musikakademie «Pantscho Wladigerov» in Sofia. 1990 promovierte sie am Moskauer Konservatorium «P. I. Tschaikovsky» bei dem Musiktheoretiker Juri Nikolajewitsch Cholopow.
Zusammen mit ihrem Ehemann, dem Komponisten Wladimir Pantchev, übersiedelte sie im Jahr 1991 nach Wien und arbeitete als freie Mitarbeiterin im Institut für Volksmusikforschung an der Universität für Musik und darstellende Kunst Wien.
1992 entdecktе Naydenova im Österreichischen Staatsarchiv in Wien unbekannte Briefe von Arnold Schönberg mit folgender Publikation in der Österreichischen Musikzeitschrift.
Seit 1993 konzertiert sie als Sopranistin in Österreich, Deutschland, Bulgarien, Russland, Polen, Frankreich mit Repertoire von Werken der Barockmusik, russischer musikalischer Klassik und zeitgenössischer Musik. Naydenova war Dozentin für Gesang an der Sommermusikakademie in Lilienfeld und Organisatorin von Konzerten der Neuen Musik in Österreich und Bulgarien. Von 1996 bis 2006 war sie Präsidentin des österreichischen Verbandes «Club Musical» und brachte Werke gegenwärtiger, vor allem österreichischer, Komponisten zur Aufführung  u. a. Werke von Friedrich Cerha, Georg Friedrich Haas, Alexander Stankovski, René Staar, Christian Utz, Clemens Gadenstätter und Reinhard Fuchs.
2018–2020 leitete sie drei musikwissenschaftliche Tagungen mit dem Hauptthema «Austauschprozesse zwischen West und Ost in der europäischen Musikkultur des 20. und 21. Jahrhunderts» mit den konkreten Themen: Musikgeschichte des 20. Jahrhunderts (2018), Aspekte der Lehre von Arnold Schönberg und der Wiener Schule (2019) und Elektronische/Computer-Musik – Geschichte und Gegenwart (2020).
Sie ist Mitglied der Österreichischen Gesellschaft für Musik und der Vereinigung der bulgarischen Komponisten und Musikwissenschaftler. Naydenova war Künstlerische Leiterin der Agendagruppe „Welt(en) reise“ in Wien.
Naydenova verfasste zahlreiche Hörfunksendungen im österreichischen und im bulgarischen Hörfunk und ist auch Buchautorin.

## Publikationen und Vorträge
- Besonderheiten der Modalität in der zeitgenössischen bulgarischen Musik (am Beispiel des Schaffens von V. Kasandjiev und I. Spasov). Dissertation.1990. In der Nationalbibliothek in Moskau und in der Bibliothek des Moskauer Konservatorium «P. I. Tschaykovsky»: Nr. 84. 2(4) H-203. Auf Russisch.
- Romane Gila. Lieder und Tänze der Roma in Österreich. Eine Dokumentation erstellt in Zusammenarbeit mit den Ausführenden von Ursula Hemetek gemeinsam mit Walter Deutsch, Mozes Heinschink,  Albena Pantchev-Naydenova, Ulrich Goebel, Hans Reiter. Institut für Volksmusikforschung an der Hochschule für Musik und darstellende Kunst, Wien, 1992.
- Schönbergs „Gurrelieder“ in der Aufführung von 1920. In: ÖMZ, 1993/Heft 9, S. 466–468.
- Zeichen – Das Universum von A nach B. Das letzte Interview mit dem Komponisten R. Haubenstock-Ramati. In: ÖMZ, 1994/Heft 5, S. 300–302.
- Komposition und Stil. Über die professionelle Musik Bulgariens in Geschichte und Gegenwart. Vortrag. Mödling – Arnold Schönberg-Haus, 1998.
- Das Verhältnis zur Zeit – ein wesentliches Problem des Komponieren, analysiert am Beispiel der Werke der jungen Generation österreichischer Komponisten. In: Buglarian Musicology, Sofia, 1999/Heft 2, S. 65–73. Auf Bulgarisch.
- Valchinova, E. und Naydenova, A.: Die Welt meiner Musik. Der Komponist Vladimir Pantchev. Sofia-Wien, 2008.

## Zweisprachig: Deutsch – Bulgarisch
- Austauschprozesse zwischen West und Ost in der europäischen Musikkultur  des 20. und 21. Jahrhunderts.  Drei internationale musikwissenschaftliche Tagungen in Wien 2018–2020.  Musikwissenschaftliche Sammlung. Wien 2022, Hrsg. A. Naydenova
- Wien Modern 36, 2023. In: Kalender Heft Wien Modern, 28. November 2023.
- Das erste bulgarische Musiklexikon von Ivan Kamburov als Informationsquelle für Austauschprozesse zwischen Ost und Westeuropa des 20. Jahrhunderts. In: Drei internationale musikwissenschaftliche Tagungen in Wien 2018–2020. Wien 2022, S. 98–105.
- «Dieses Werk ist der Schlüssel zu meiner ganzen Entwicklung» – zwei weniger bekannte Dokumente zur Arnold Schönbergs «Gurre-Lieder» in der Aufführung von 1920.  In: Drei internationale musikwissenschaftliche Tagungen in Wien 2018–2020, Wien 2022, S. 223–230.
- «Quarks» – das Werk des deutsch-österreichischen Komponisten Christian Utz.  In: Drei internationale musikwissenschaftliche Tagungen in Wien 2018–2020. Wien 2022, S. 310–318
- Trigunatmika – The Ternary Principle in the Work «Kukdri-Märchen» by Vladimir Pantchev. In: Musical Horizons. Sofia 2023, S. 11–16. Auf Bulgarisch
- Zahlreiche Publikationen in verschiedenen Musikzeitschriften und Zeitungen in Bulgarien, Russland und Österreich.